# Киберспорт и здоровье
Как и классические виды спорта, киберспорт сопряжён значительными рисками для здоровья. Огромная нагрузка на глаза и руки, сидячий образ жизни и высокий уровень стресса могут приводить к разнообразным патологиям, при этом киберспортивная медицина недостаточно развита для своевременного диагностирования и лечения травм. Многие спортсмены вынуждены заканчивать киберспортивную карьеру до достижения 30-летнего возраста по состоянию здоровья — из-за проблем с глазами, руками, запястьями, шеей или спиной.

## Обзор
Для достижения успеха в киберспорте необходимо затрачивать не меньше усилий на физическую и умственную подготовку, чем в классических видах спорта. Согласно исследованию Инго Фробёзе из Высшей спортивной школы в Кёльне, киберспортсмен во время игры в среднем ежеминутно совершает до 400 скоординированных движений. Его пульс может достигать 120—180 ударов в минуту, что сигнализирует об уровне стресса, сравнимом с участием в автогонках; при этом длительность стрессовых ситуаций в киберспорте многократно превышает многие классические виды спорта, такие как футбол. Как следствие, киберспортсмены аналогично подвержены рискам получить травму или развить патологию. При этом киберспортивная медицина развита недостаточно, а опыт классической спортивной медицины не в полной мере применим к киберспорту. Это относится как ко врачам, чей опыт недостаточен для качественного диагностирования пациентов, так и к самим киберспортсменам, не обладающими достаточными знаниями для осуществления качественной профилактики своего здоровья. Не получая своевременной медицинской помощи, большинство атлетов вынуждены заканчивать киберспортивную карьеру до достижения 30-летнего возраста; в среднем карьера киберспортсмена длится всего 3—5 лет, что значительно меньше классических видов спорта.
Игроки, входящие в киберспортивные организации, находятся в зоне меньшего риска. Они, как правило, уделяют сравнительно мало времени тренировкам (порядка 3—4 часов в день, если не нужно готовиться к близящемуся турниру), а потому они могут позволить уделять время своему здоровью, сну и личной жизни. За здоровьем спортсменов и качеством тренировок следят тренер и менеджер команды; многие организации дополнительно нанимают в штат психолога и диетолога. Игроки-любители же нередко делают ставку только на количество и продолжительность тренировок в ущерб здоровью и сну.
Согласно опросу, проведённому в 2018 году среди участников студенческих киберспортивных лиг в США и Канаде в возрасте 18—22 лет, игроки в среднем проводили за компьютером от 5,5 до 10 часов ежедневно, причём 15 % опрошенных не делали перерывы на протяжении 3 и более часов. Большинство опрошенных жаловались на здоровье: 56 % опрошенных — на усталость глаз, 42 % — на боли в шее или спине, 36 % и 32 % — на боли в запястье и руке соответственно. При этом 40 % участников опроса не занимались никакими физическими упражнениями, и только 2 % обращались за медицинской помощью.

## Риски развития болезней

### Болезни верхних конечностей
В ходе соревновательных игр наибольшая нагрузка, как правило, приходится на руки киберспортсмена. В некоторых дисциплинах, таких как StarCraft II, игроки могут поддерживать темп игры на уровне 300—600 действий в минуту (до десяти действий в секунду). Подобная интенсивность может приводить к травмам.
Своевременная диагностика болезней верхних конечностей затруднена. Во-первых, в процессе координации движений задействуются 34 отдельные мышцы, поэтому разнообразие возможных травм чрезвычайно велико. Во-вторых, болезни в большинстве случаев не возникают остро, а развиваются вследствие долгой череды микротравм; симптомы таким образом нарастают медленно, зачастую оставаясь незаметными для киберспортсмена. Кроме того, после продолжительной игровой сессии дискомфорт и даже боль в руках могут восприниматься как норма, что снижает вероятность своевременного обращения за медицинской помощью.
Среди болезней верхних конечностей, которые могут развиться по ходу занятий киберспортом — синдром де Кервена («большой палец геймера»), синдром перекреста, тендиноз локтевого разгибателя запястья, туннельный синдром, синдром локтевого сдавления, артрит пальцев, синдром Вартенберга, локтевая нейропатия, латеральный эпикондилит («локоть теннисиста»), локтевой бурсит.

### Болезни спины и шеи
Поскольку позвоночник с возрастом деградирует, подавляющее большинство людей рано или поздно сталкиваются с болями в спине. Тем не менее, образ жизни некоторых киберспортсменов может значительно ускорять этот процесс. В частности, негативное влияние на позвоночник оказывают продолжительная работа в сидячем положении, плохая осанка, слаборазвитый корпус и малоподвижный образ жизни.
У киберспортсменов могут развиваться такие синдромы, как миофасциальный болевой синдром, синдром верхней апертуры грудной клетки, различные нарушения осанки (переднее положение головы, кифоз, лордоз), спондилёз, разрушение межпозвоночных дисков, радикулопатия.

### Болезни нижних конечностей
Хотя киберспорт, в отличие от классических видов спорта, обычно не предполагает никакой нагрузки на ноги, сидячий образ жизни может негативно влиять на здоровье нижних конечностей. Проблема усугубляется тем, что многие геймеры, даже следящие за своим здоровьем, не осведомлены о возможных рисках и ограничиваются заботой о руках. Отсутствие необходимого ухода может приводить к развитию тромбоза глубоких вен, нижнего перекрёстного синдрома, тендинопатии подколенного сухожилия, синдрома грушевидной мышцы, патологии крестцово-подвздошного сустава, туннельного синдрома нижних конечностей.

### Веб-источники
1. 1 2 3  Kristel Martinez Lagunas. Are esports good for your health? (англ.). Deutsche Welle (2 августа 2019). Дата обращения: 16 марта 2024. Архивировано 1 октября 2023 года.
2. 1 2 3  DiFrancisco-Donoghue J, Balentine J, Schmidt G, et al. Managing the health of the eSport athlete: an integrated health management model (англ.) // BMJ Open Sport & Exercise Medicine. — 2019. — doi:10.1136/bmjsem-2018-000467. Архивировано 16 марта 2024 года.
3. ↑  Ирина Дворкина, Михаил Пименов. Проблемы со здоровьем, с которыми могут столкнуться профессиональные геймеры. Чемпионат (24 августа 2021). Дата обращения: 16 марта 2024. Архивировано 16 марта 2024 года.
4. ↑  Mike Stubbs. Why Esports Team Misfits Is Prioritizing Mental Health For Players And Staff (англ.). Forbes (9 января 2021). Дата обращения: 16 марта 2024. Архивировано 16 марта 2024 года.

### Печатные источники
1. ↑  Handbook, 2021, с. 15.
2. 1 2  Handbook, 2021, с. xi.
3. 1 2  Handbook, 2021, с. 20.
4. ↑  Handbook, 2021, с. 213.
5. ↑  Handbook, 2021, с. 218.
6. 1 2  Handbook, 2021, с. 17.
7. ↑  Handbook, 2021, с. 19—20.
8. ↑  Handbook, 2021, с. 29.
9. ↑  Handbook, 2021, с. 33.
10. ↑  Handbook, 2021, с. 37.
11. ↑  Handbook, 2021, с. 41.
12. ↑  Handbook, 2021, с. 47.
13. ↑  Handbook, 2021, с. 49.
14. ↑  Handbook, 2021, с. 51.
15. ↑  Handbook, 2021, с. 54.
16. ↑  Handbook, 2021, с. 61.
17. ↑  Handbook, 2021, с. 65.
18. ↑  Handbook, 2021, с. 71.
19. ↑  Handbook, 2021, с. 79.
20. ↑  Handbook, 2021, с. 82.
21. ↑  Handbook, 2021, с. 85.
22. ↑  Handbook, 2021, с. 94.
23. ↑  Handbook, 2021, с. 100.
24. ↑  Handbook, 2021, с. 105.
25. ↑  Handbook, 2021, с. 119.
26. ↑  Handbook, 2021, с. 125.
27. ↑  Handbook, 2021, с. 129.
28. ↑  Handbook, 2021, с. 131.
29. ↑  Handbook, 2021, с. 134.
30. ↑  Handbook, 2021, с. 138.
31. ↑  Handbook, 2021, с. 141.